# 孙乐文
孙乐文（英語：David L. Anderson，1850年2月—1911年3月16日），男，美国监理会派往中国的传教士，东吴大学首任校长（1901年-1911年）。

## 简介
1850年2月，孙乐文出生于美国乔治亚州夏山镇的一个商人家庭，毕业于弗吉尼亚州的华李大学。1882年，孙乐文被美国监理会派往中国，与柏乐文、蓝华德等人从美国同船来到中国。他先在嘉定县南翔镇传教，2年后调往苏州。1886年11月，监理会中国传道区首届年议会在上海举行，孙乐文成为6名拥有表决权的传教士之一，并被任命为苏州连环（教区）的长老司。在孙乐文的带领下，监理会在苏州的布道事业发展迅速。1891年，监理会在苏州城中心的宫巷建造礼拜堂乐群社会堂，孙乐文任该堂牧师。1895年冬，一群年轻的中国学者受到中国在甲午战争中惨败的刺激，来到乐群社会堂，热切地要求学习英语和西方知识，于是孙乐文兴办了宫巷中西书院（Kung Hang School），首批学生有25人，到1898年，学生已达到109人。并且一改以往教会学校只能招到贫苦儿童的局面，许多富裕家庭的子弟纷纷入学，学生的起点也大为提高。
1899年，监理会又策划在苏州创办一所大学。1900年春，孙乐文回美国筹备。不久，中国发生义和团事件，宫巷书院因而停办。年底，孙乐文返回苏州 ，他以宫巷书院为基础，在天赐庄博习书院旧址，于1901年3月，创建了东吴大学，并出任首任校长。1911年，孙乐文在上海逝世。今苏州大学内有为纪念他而命名的建筑的——孙堂。